# Thubœuf (Mayenne)
Pour les articles homonymes, voir Thubœuf.
Thubœuf est une commune française, située dans le département de la Mayenne en région Pays de la Loire, peuplée de 270 habitants.
La commune fait partie de la province historique du Maine, et se situe dans le Bas-Maine dans le pays de Passais.

## Géographie

### Climat
Pour des articles plus généraux, voir Climat des Pays de la Loire et Climat du Val-d'Oise.
En 2010, le climat de la commune est de type climat océanique altéré, selon une étude du CNRS s'appuyant sur une série de données couvrant la période 1971-2000. En 2020, Météo-France publie une typologie des climats de la France métropolitaine dans laquelle la commune est exposée à un climat océanique et est dans la région climatique  Normandie (Cotentin, Orne), caractérisée par une pluviométrie relativement élevée (850 mm/a) et un été frais (15,5 °C) et venté. 
Pour la période 1971-2000, la température annuelle moyenne est de 10,5 °C, avec une amplitude thermique annuelle de 13,4 °C. Le cumul annuel moyen de précipitations est de 803 mm, avec 13 jours de précipitations en janvier et 7,4 jours en juillet. Pour la période 1991-2020, la température moyenne annuelle observée sur la station météorologique de Météo-France la plus proche, « Le Horps », sur la commune du Horps à 12 km à vol d'oiseau, est de 11,1 °C et le cumul annuel moyen de précipitations est de 857,1 mm,. La température maximale relevée sur cette station sur la période du 1er juillet 2003 au 2 juin 2025 est de 39,5 °C (en 2019), la température minimale de −12 °C (en 2012) et la hauteur maximale de précipitations en 24 h de 60 mm (en 2021).
Pour afficher une liste d’indicateurs climatiques caractérisant la commune aux horizons 2030, 2050 et 2100 et pouvoir ainsi s'adapter aux changements climatiques, entrer son nom dans Climadiag-commune, un site de Météo-France élaboré à partir des nouvelles projections climatiques de référence DRIAS-2020.

## Urbanisme

### Typologie
Au 1er janvier 2024, Thubœuf est catégorisée commune rurale à habitat très dispersé, selon la nouvelle grille communale de densité à sept niveaux définie par l'Insee en 2022.
Elle est située hors unité urbaine et hors attraction des villes,.

### Occupation des sols

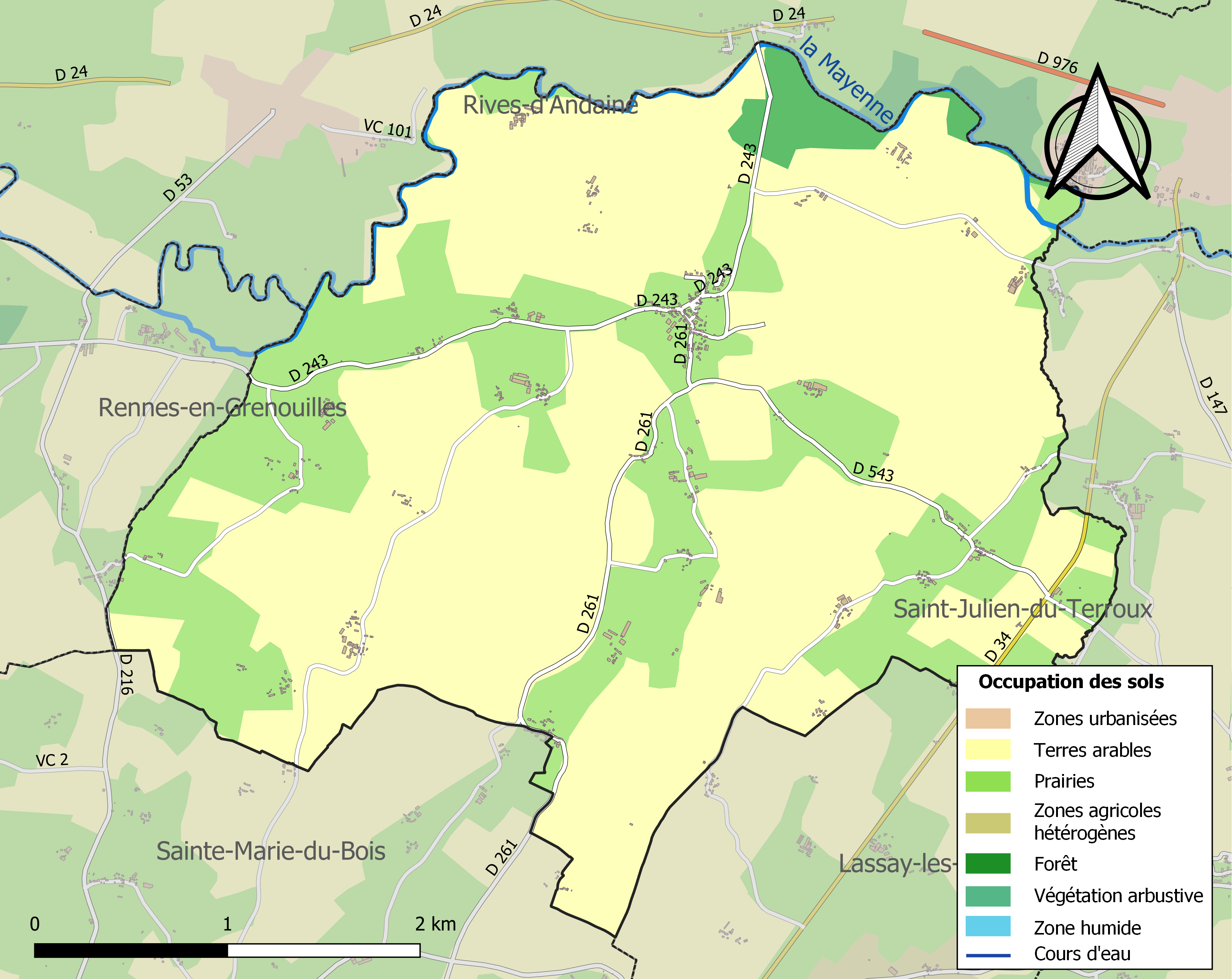
Carte des infrastructures et de l'occupation des sols de la commune en 2018 (CLC).

L'occupation des sols de la commune, telle qu'elle ressort de la base de données européenne d’occupation biophysique des sols Corine Land Cover (CLC), est marquée par l'importance des territoires agricoles (97,9 % en 2018), une proportion identique à celle de 1990 (97,9 %). La répartition détaillée en 2018 est la suivante : 
terres arables (67,7 %), prairies (30,2 %), forêts (2,1 %).
L'IGN met par ailleurs à disposition un outil en ligne permettant de comparer l’évolution dans le temps de l’occupation des sols de la commune (ou de territoires à des échelles différentes). Plusieurs époques sont accessibles sous forme de cartes ou photos aériennes : la carte de Cassini (XVIIIe siècle), la carte d'état-major (1820-1866) et la période actuelle (1950 à aujourd'hui).

## Toponymie
Le nom de la localité est attesté sous la forme Tuebof en 1188. Le toponyme pourrait désigner un ancien abattoir ou être issu de l'anthroponyme gaulois Thudebodus.

## Politique et administration
| Période                                  | Période   | Identité        | Étiquette | Qualité     |
| ---------------------------------------- | --------- | --------------- | --------- | ----------- |
| 1987                                     | mars 2008 | Louis Morice    | SE        | Agriculteur |
| mars 2008                                | mars 2014 | Rémy Pottier    | SE        |             |
| mars 2014                                | En cours  | Michel Peccatte | SE        | Retraité    |
| Les données manquantes sont à compléter. |           |                 |           |             |

## Démographie
L'évolution du nombre d'habitants est connue à travers les recensements de la population effectués dans la commune depuis 1793. Pour les communes de moins de 10 000 habitants, une enquête de recensement portant sur toute la population est réalisée tous les cinq ans, les populations de référence des années intermédiaires étant quant à elles estimées par interpolation ou extrapolation. Pour la commune, le premier recensement exhaustif entrant dans le cadre du nouveau dispositif a été réalisé en 2008.
En 2022, la commune comptait 270 habitants, en évolution de −7,53 % par rapport à 2016 (Mayenne : −0,73 %, France hors Mayotte : +2,11 %).
| 1793 | 1800  | 1806  | 1821  | 1831  | 1836  | 1841  | 1846  | 1851  |
| ---- | ----- | ----- | ----- | ----- | ----- | ----- | ----- | ----- |
| 999  | 1 122 | 1 151 | 1 067 | 1 197 | 1 176 | 1 121 | 1 070 | 1 037 |

| 1856  | 1861 | 1866 | 1872 | 1876 | 1881 | 1886 | 1891 | 1896 |
| ----- | ---- | ---- | ---- | ---- | ---- | ---- | ---- | ---- |
| 1 036 | 977  | 954  | 874  | 858  | 830  | 806  | 816  | 802  |

| 1901 | 1906 | 1911 | 1921 | 1926 | 1931 | 1936 | 1946 | 1954 |
| ---- | ---- | ---- | ---- | ---- | ---- | ---- | ---- | ---- |
| 794  | 697  | 658  | 560  | 556  | 512  | 503  | 472  | 423  |

| 1962 | 1968 | 1975 | 1982 | 1990 | 1999 | 2006 | 2008 | 2013 |
| ---- | ---- | ---- | ---- | ---- | ---- | ---- | ---- | ---- |
| 392  | 345  | 282  | 252  | 230  | 231  | 276  | 289  | 297  |

| 2018 | 2022 | - | - | - | - | - | - | - |
| ---- | ---- | - | - | - | - | - | - | - |
| 286  | 270  | - | - | - | - | - | - | - |

## Lieux et monuments

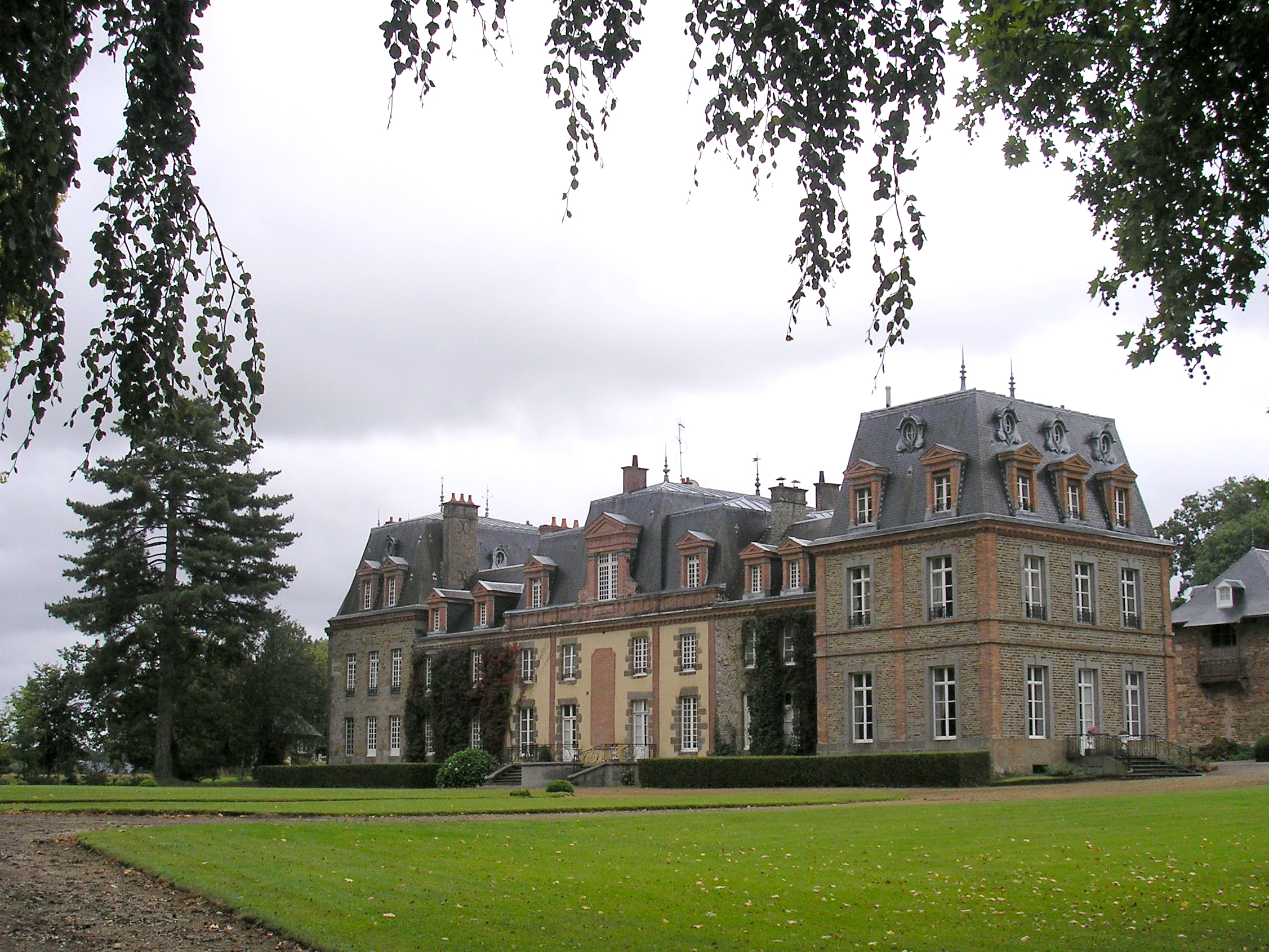
Le château de Chantepie.

- Le château de Chantepie, inscrit au titre des Monuments historiques depuis le 29 décembre 1986[21].
- L'église paroissiale Saint-Martin.

## Personnalités liées à la commune

Armes des Pannard déclarées au XVIIe siècle : d'argent à 2 bandes de gueules

- Georges-Olivier de Pannard, archevêque d'Aix-en-Provence au XVe siècle.

## Héraldique
| Blason de Thubœuf | Blason  | D’azur, à un chef-pal d’argent, chargé d’un glaive versé de gueules et accosté de deux maillets d’ardoisier du second, liés de gueules. |
| Blason de Thubœuf | Détails | L’azur et le chef pal représentent les deux cours d’eau les plus importants du village que sont la Mayenne au nord et le ruisseau de Glandsemé qui traverse le territoire communal du nord au sud. Le chef pal sert également à représenter l’initiale du nom du village en représentant la lettre T. L’argent indique que la terre de Thuboeuf était pendant longtemps une terre de landes aujourd’hui bien cultivée. Les deux maillets symbolisent les ardoisières sur le territoire de Thuboeuf. Le glaive est le symbole de Martin le saint patron du village. Elle rappelle ainsi sa figuration à cheval coupant son manteau pour en donner un morceau à un mendiant. Les ornements sont deux gerbes de blé d’or, mises en sautoir par la pointe et liées d’azur afin d’honorer l’agriculture communale. Le listel d’argent porte le nom de la commune en caractères majuscules de sable. La couronne de tours dit que l’écu est celui d’une commune ; elle n’a rien à voir avec des fortifications. Le statut officiel du blason reste à déterminer. |